# Club Atlético Regina
Club Atlético Regina, zwany Regina lub Atlético Regina – argentyński klub piłkarski z siedzibą w mieście Villa Regina, leżącym w prowincji Río Negro.

## Osiągnięcia
- Udział w mistrzostwach Argentyny Nacional: 1974
- Mistrz prowincjonalnej ligi Liga Deportiva Confluencia: 1982 Oficial

## Historia
Klub założony został 1 lutego 1928 roku pod nazwą Club Nacional. Około roku 1935 klub otrzymał do dziś obowiązującą nazwę Club Atlético Regina. Obecnie Regina gra w lidze prowincjonalnej Liga Deportiva Confluencia.